# Neverland (mini-série)
Pour les articles homonymes, voir Neverland.
Neverland est une mini-série britannique en deux parties totalisant 180 minutes, scénarisée et réalisée par Nick Willing, diffusée aux États-Unis les 4 et 5 décembre 2011 sur Syfy ainsi que les 9 et 16 décembre 2011 sur Sky Movies au Royaume-Uni.
En France, elle est diffusée le 30 décembre 2011 sur M6.
Préquelle du film Peter Pan, cette fiction originale met en scène les aventures du petit garçon qui refuse de grandir dans le Londres du début du XXe siècle.

## Synopsis
1er épisode
À Londres, Peter est le « chef » d'une bande de garçons voleurs orphelins dirigés par un homme nommé Jimmy. Jimmy doit quelque chose de très précieux à quelqu'un d'important et veut s'en charger seul. Mais les garçons s'en mêlent. Ils trouvent alors une sphère mystérieuse. Lors du vol tous les garçons (à part Peter) entrent dans Neverland par cette sphère. Peter ne se rend compte qu'un peu plus tard qu'il reste seul, et finit par y entrer à son tour...
2e épisode
Une fois arrivé à Neverland, Peter part à la recherche de ses amis qui ont été enlevés par des pirates. Peter n'a qu'une idée en tête : libérer sa bande mais surtout Jimmy qu'il considère comme une figure paternelle. Une fois sur le bateau, Peter délivre ses amis et part à la recherche de Jimmy, pensant qu'il est retenu contre son gré. Peter s'aperçoit que Jimmy est devenu très ami avec le capitaine du bateau. À partir de ce moment-là, Peter va commencer à douter de l'homme qui l'a élevé... Grâce à Neverland, Peter va enfin connaître la vérité sur ses parents et le lien plutôt étroit qu'il avait avec sa mère ainsi que sur la mort plutôt mystérieuse de son père avant sa naissance.

## Fiche technique
- Titre : Neverland
- Réalisateur et scénariste : Nick Willing
- Dates de diffusion : 
  -  États-Unis : 4 et 5 décembre 2011 sur Syfy
  -  Royaume-Uni : 9 et 16 décembre 2011 sur Sky Movies
  -  France : 30 décembre 2011 sur M6
- Genre : Aventure, Fantasy

## Distribution
- Rhys Ifans : James Hook
- Charlie Rowe (VF : Gwenaël Sommier) : Peter Pan
- Anna Friel : Capitaine Elizabeth Bonny
- Charles Dance : Dr Fludd
- Q'Orianka Kilcher (VF : Jessica Monceau): Aaya
- Bob Hoskins : M. Mouche
- Keira Knightley (VF : Sybille Tureau) : la Fée Clochette (voix)
- Pip Carter (en) (VF : Stéphane Pouplard) : Jeffries
- Raoul Trujillo (VF : Philippe Dumond) : Holy Man
- Cas Anvar : Gentleman Starkey
- George Aguilar : Kaw Chief
- James Ainsworth : Tootles
- Patrick Gibson : Curly
- Lorn Macdonald (en) (VF : Hervé Grull) : Fox
- Thomas Patten : The Twins
- Brandon Robinson (VF : Arthur Pestel) : Slightly
- Jose Navarro (VF : Rémi Caillebot) : Kaw Scout
- Chase Willoughby (VF : Alexandre Nguyen) : Nibs

Version française
- - Société de doublage : Mediadub International[2]
  - Direction artistique : -
  - Adaptation des dialogues : -

 Source et légende : version française (VF) sur RS Doublage

## Tournage
Le film a essentiellement été tourné en Irlande à Dublin, à Swords et au réservoir Poulaphouca à Blessington, mais aussi à Gènes en Italie.

## Accueil
Aux États-Unis, la première partie a été vue par 2,585 millions de téléspectateurs, et la deuxième, 2,094 millions.